# James Fenimore Cooper
James Fenimore Cooper (Burlington, New Jersey, 1789. szeptember 15. – Cooperstown, New York, 1851. szeptember 14.) a korai 19. század egyik legnépszerűbb és legtermékenyebb amerikai írója.

## Élete
William és Elizabeth Cooper tizenkettedik, utolsó előtti gyermekeként született (testvérei közül legtöbben meghaltak gyermekkorukban). Amikor egy éves volt, a család Otsego Lake-ben telepedett le (New York államban, ami akkoriban határvidék volt). Később ebből lett a modern kori Cooperstown. Apja bíró volt és a kongresszus tagja. James Albanybe és New Havenbe járt iskolába, majd a Yale College-ba 1803–1805 között mint a legfiatalabb tanuló. Onnan azonban kizárták veszélyes csínytevései (ezek között robbantás is szerepelt), valamint étel eltulajdonítása miatt.
Három évvel később belépett az Amerikai Egyesült Államok Haditengerészetébe, azonban egy-két tengeri út után, mely csak némi tapasztalatszerzésre volt jó, és arra, hogy meglegyen a hadnagyi kinevezése, feleségül vette Susan Augusta de Lancey-t. Az esküvő Mamaroneckben, 1811 Újév napján volt. Ekkor lemondott tiszti rangjáról, azonban a házassággal igen előkelő családba került.
Apja 1809-ben halt meg, amikor James 20 éves volt. Az örökség, amit fiára hagyott, James egész életét meghatározta. Cooper regényeinek mintegy fele a határvidék életével foglalkozik. A Bőrharisnya című műben apját Marmaduke Temple bíró személyében ábrázolja.
Egy nappal 62. születésnapja előtt, Cooperstownban hunyt el.

## Művei

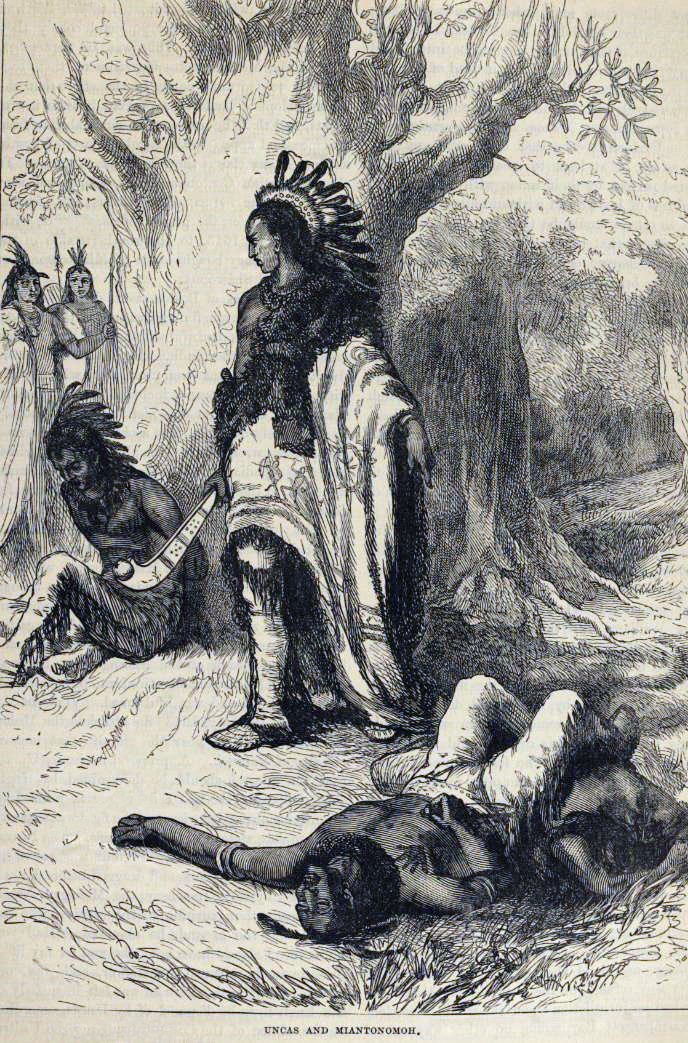
Unkasz, az utolsó mohikán (illusztráció)

Leginkább tenger és indián témájú regényeket írt, hazánkban ez utóbbiak által vált népszerűvé. Romantikus indián történeteinek őslakos főszereplői megfeleltek a „nemes vadember” ideálnak.
A Bőrharisnya-sorozat részei (cselekmény szerinti sorrendben):
- Vadölő (1841)
- Az utolsó mohikán (1826)
- Nyomkereső (1840)
- Bőrharisnya (1823)
- A préri (1827)

Egyéb, magyar nyelven megjelent regényei:
- A kém (1821)
- A vörös kalóz (1828)
- A méhvadász (1848)

### Vadölő
Vadölő, az ifjú fehér vadász, a delavár indiánok között nőtt fel, ők nevelték bátorságra és mindenekelőtt becsületre. Az ősrengeteg határán él, s magatartásával példát mutat a gátlástalanul előretörő fehér telepeseknek, valamint az általuk egymásra uszított indián törzseknek. Vakmerő kalandjai, hőstettei a csodálatos, akkor még érintetlen észak-amerikai erdőségekben játszódnak le, egy festői tó, a Kristálytükör partján. Erre a tóra építette a cölöpházát Thomas Hutter, egy különös fehér öregember, s itt él lányaival, a csodaszép Judithtal és a szelíd Hettyvel. Közben háború dúl az angol és francia gyarmatosítók között; a franciákkal szövetséges irokéz indiánok betörnek a Kristálytükör vidékére, és pusztulással fenyegetik a Hutter-családot, ám éppen időben érkezik oda Vadölő, és barátja, Csingacsguk az ifjú delavár főnök.

### Az utolsó mohikán

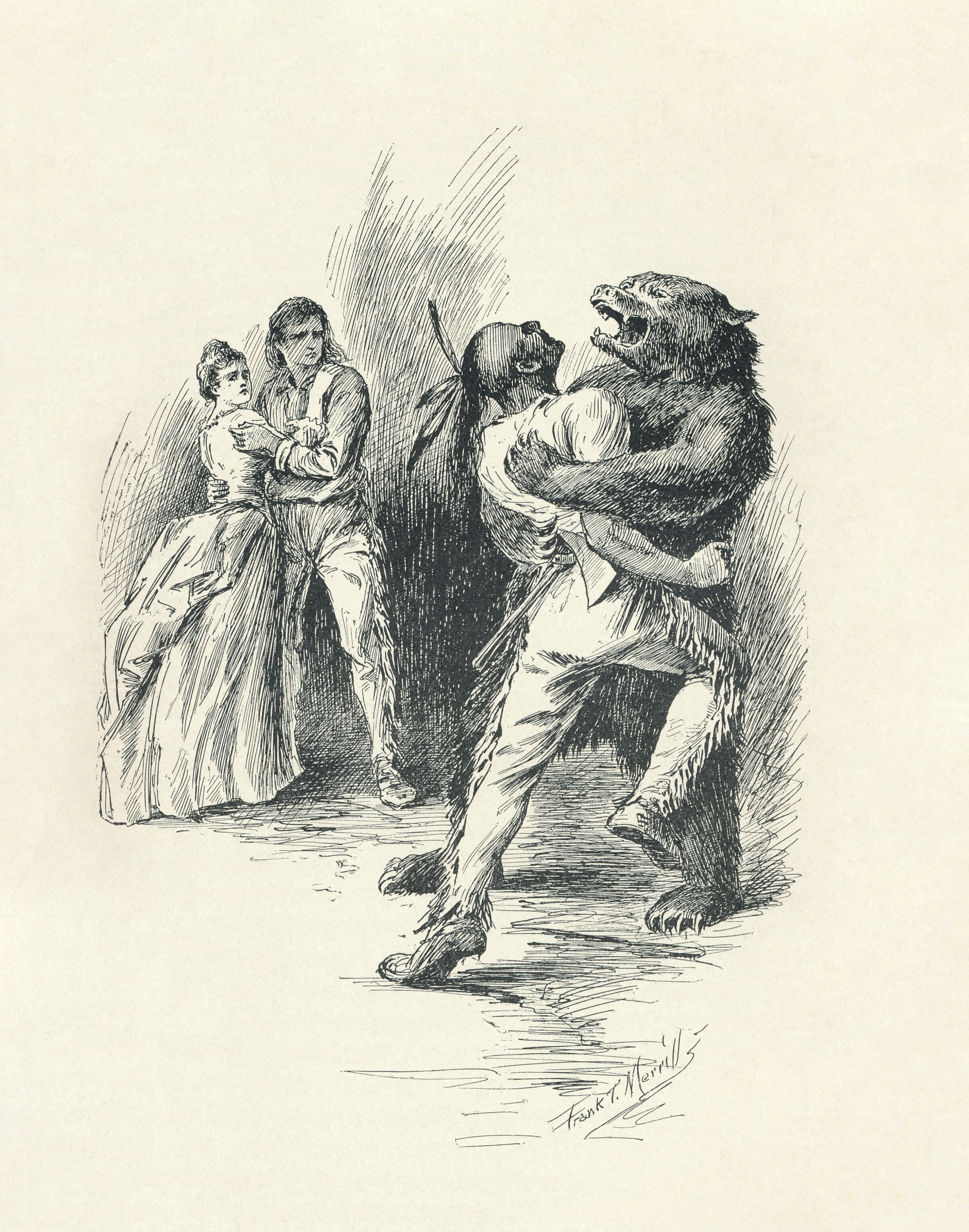
Az utolsó mohikán illusztráció (1896)

Az angol és francia gyarmatosítók elkeseredett harcot vívnak egymással Észak-Amerika birtoklásáért, az indián törzsek pedig részben a franciák, részben az angolok szövetségeseivé lettek, miközben saját területük egyre zsugorodott. Történetünkben Munro tábornok leányai egy angol katonatiszt kíséretében az apjukhoz igyekeznek, a William Henry-erődbe. Vezetőjük egy irokéz indián, aki az angolok szolgálatába áll, noha törzse a franciák szövetségese. Magua, az irokéz tévútra csalja őket, mert gyűlöli a tábornokot. Később találkoznak Sólyomszemmel, aki két mohikán barátja társaságában arrafelé vadászik. Az izgalmas történet folyamán a tábornok két lánya két ízben is indián fogságba esik. Hősi halált hal Csingacsguk fia, az ifjú mohikán Unkasz, akivel kivész a mohikánok nemes indián törzse.

### Nyomkereső
Egy fiatal leányt kalauzol a címszereplő a végtelen amerikai őserdőkön át, aki apjához igyekszik Oswego erődjébe. Útjuk kalandokkal teljes. Ellenséges indián törzsek elől menekülnek, rohanó hegyi patakokon eveznek le kis fakéreg csónakjukon, s Nyomkereső és társai csak ügyességüknek s tapasztalataiknak köszönhetik az életüket. S mégis, ez az őserdei út szinte semmiség azokhoz az izgalmas eseményekhez képest, amelyek az Ontario egyik elrejtett kis szigetén történnek velük, amikor árulás folytán váratlanul irokéz támadás éri őket.
A könyv magyarul először A Cserkész címmel jelent meg.

### Bőrharisnya
A Bőrharisnya cselekménye 1793-1794-ben játszódik, a modern Amerika kialakulásának idejében. Natty Bumppo és indián barátja, Csingacsguk múltba révedező, öreg szemükkel nézik a körülöttük kavargó eseményeket és a sok változást, melybe nehezen tudnak belenyugodni. Ha nincs is mindig igazuk, életük a barátságnak, a hűségnek, a természet szeretetének és az egyszerű ember egyenes gondolkodásának szépségét hirdeti.

### A préri
Kegyetlen az idő. A hajdani Sólyomszem már nem lát olyan messzire, mint régen, a Vadölő nevet sem viselhetné, mert erejéből már csak csapdaállításra telik – bizony megöregedett Nathaniel Bumppo, a legendás vadász, az amerikai erdők és puszták sápadtarcú harcosa. Bátorsága és tettrekészsége azonban még a régi. Még képes megállítani egy rohanó bölénycsordát, még nem egyszer túljár az ellenséges indiánok eszén. Szükség is van rá, mert ezúttal egy elrabolt fiatalasszony, egy bájos szerelmespár, és egy kétbalkezes tudós életét kell megmentenie.

## Képgaléria

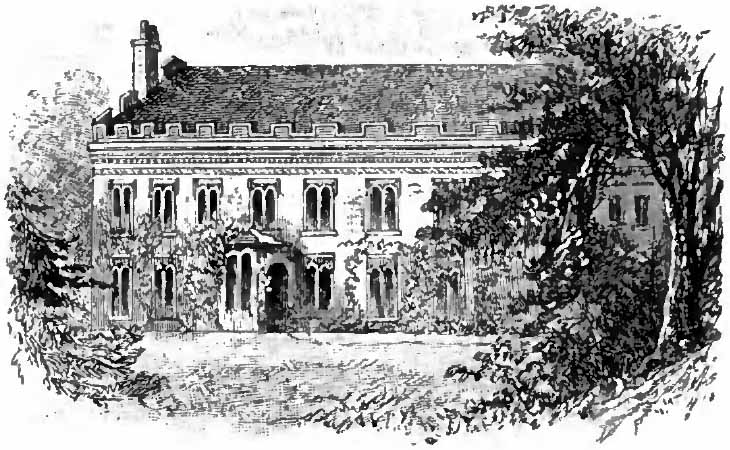
James Fenimore Cooper lakóháza
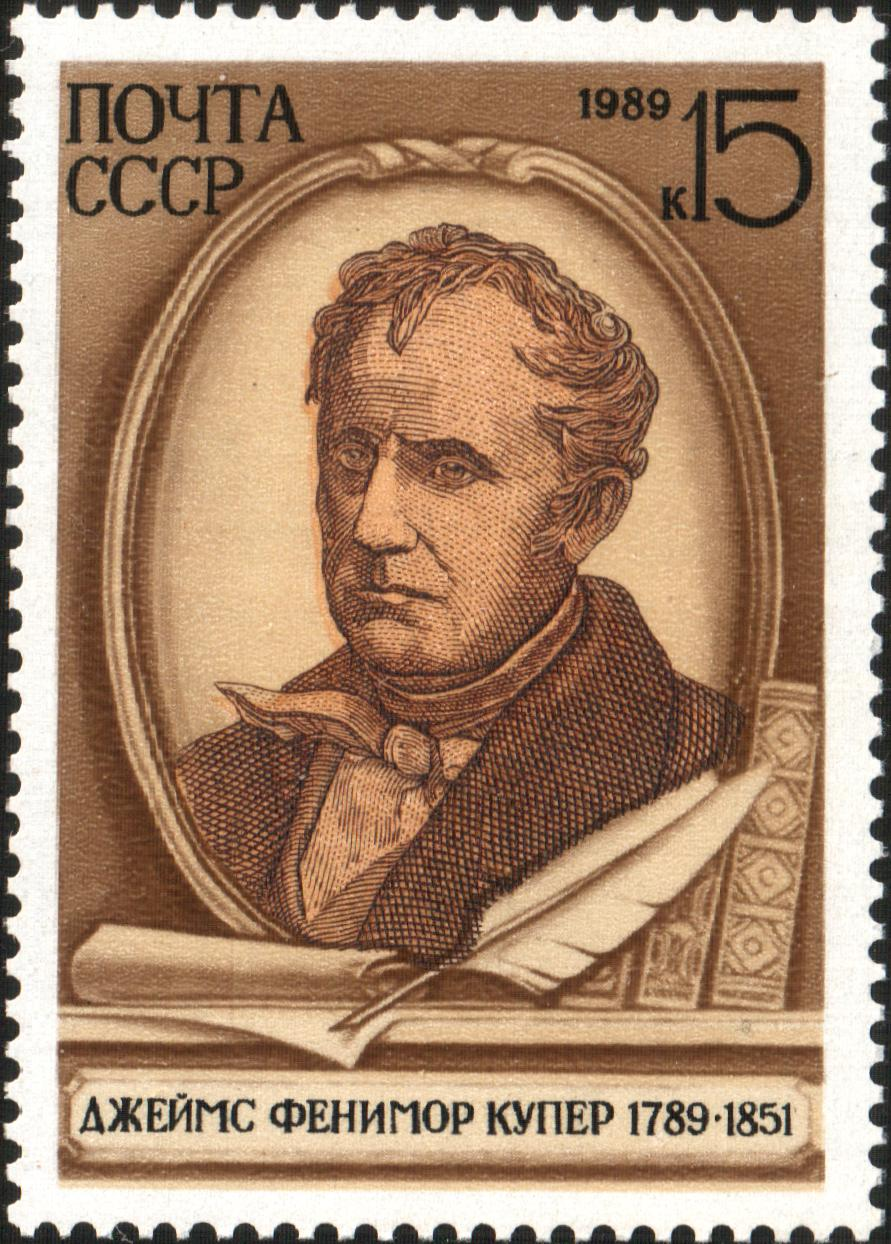
Cooper szovjet bélyegen születésének 200. évfordulóján 1989-ben
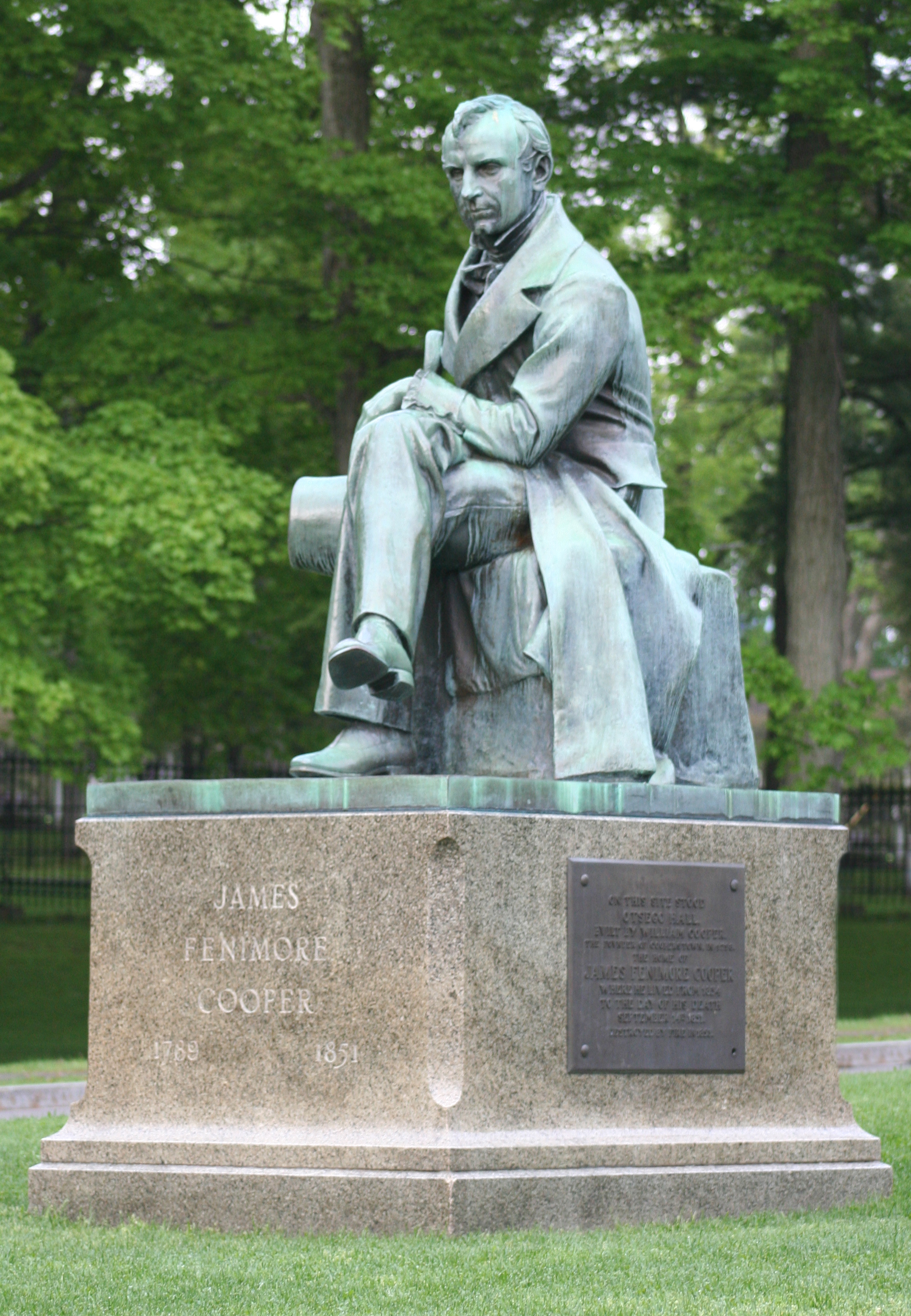
Az író szobra New Yorkban
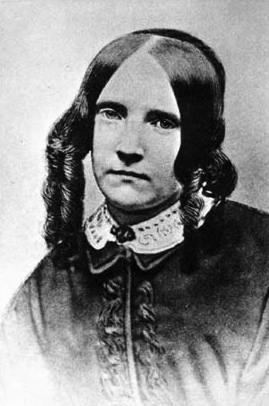
Susan Augusta Fenimore Cooper 1850-ben
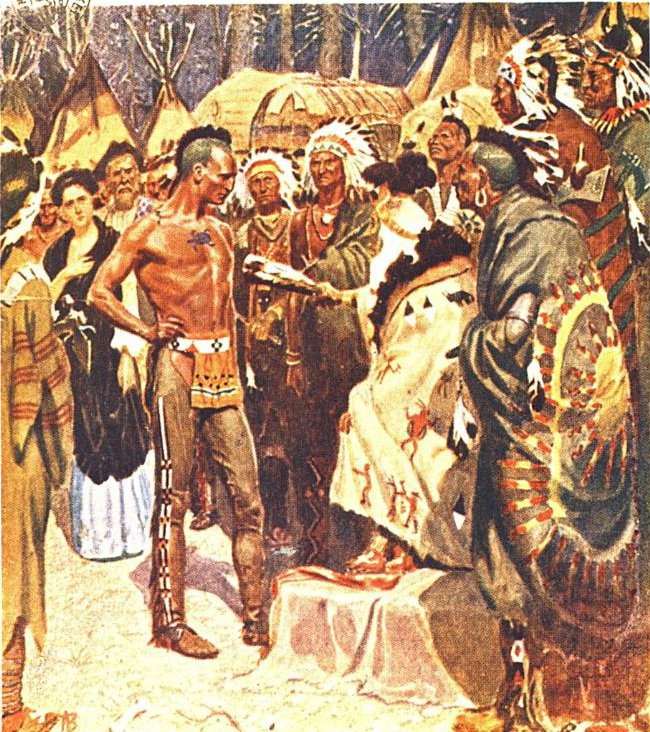
Mohikánok (Andreas Bloch festménye)